# Oliver Neuville
Oliver Neuville (* 1. května 1973 v Locarnu, Švýcarsko) je bývalý německý fotbalový útočník a reprezentant švýcarského původu. Pochází z italsky mluvící části Švýcarska, po příchodu do Německa potřeboval zpočátku překladatele.

## Klubová kariéra
Svoji kariéru zahájil v roce 1979 jako junior v útoku u klubu FC Gambarogno. Ve Švýcarsku hrál dále za kluby FC Locarno (od roku 1991) a Servette (od roku 1992), se kterým se stal 1994 mistrem švýcarské ligy a s 16 góly třetím nejúspěšnějším střelcem. V roce 1996 odešel do CD Tenerife, poté od roku 1997 hrál v německé Bundeslize v klubech FC Hansa Rostock, Bayer 04 Leverkusen (od roku 2001) a Borussia Mönchengladbach (od roku 2004).

## Reprezentační kariéra
V roce 1998 hrál poprvé v A-mužstvu německé reprezentace, v roce 2002 byl povolán do národního týmu pro MS 2002 v Japonsku a Jižní Koreji. Zúčastnil se i MS 2006 v Německu a EURA 2008 v Rakousku a Švýcarsku.